# Molophilus ctenophorus
Molophilus ctenophorus är en tvåvingeart som beskrevs av Alexander 1979. Molophilus ctenophorus ingår i släktet Molophilus och familjen småharkrankar.
Artens utbredningsområde är Ecuador. Inga underarter finns listade i Catalogue of Life.